# Marassi (album)
Marassi è il quinto album in studio del gruppo musicale italiano Ex-Otago, pubblicato il 21 ottobre 2016.

## Descrizione
Anticipato dai singoli Cinghiali incazzati, I giovani d'oggi e Quando sono con te, l'album è costituito da dieci brani.
Il 7 aprile del 2017 è stata pubblicazione una riedizione dell'album, intitolata StraMarassi e comprensiva di un secondo disco contenente collaborazioni e remix.

## Accoglienza
| Recensione     | Giudizio              |
| -------------- | --------------------- |
| Rockit         | Album della settimana |
| OndaRock       | 6/10                  |
| Rockol         |                       |
| Impatto sonoro | Positiva              |

Marassi riceve dalla critica musicale nazionale recensioni alquanto buone. Antonio Lamorte di Sentireascoltare, dando una valutazione equivalente a 7 su 10, scrive che l'album, asciutto e spontaneo, scorre con leggerezza, rivolgendosi a un orizzonte più interiore ed urbano che esotico e lontano; una compilation assemblata per far cantare e ballare. Gianmaria Tononi di Impatto sonoro loda i testi calibrati e incredibili, dove la band mescola cose note e sconosciute per un risultato che sembra suggerire qualcosa di nuovo ad ogni ascolto. "Ogni pezzo sembra riesca a farsi ispirare dal precedente senza lasciarsi limitare, aggiungendo e togliendo con una maestria da invidiare".
Una recensione che oscilla tra la neutralità e il positivo è quella di Isabella Benaglio, che scrive per Sentireascoltare: "A livello testuale gli Otaghi hanno impostato l’album in modo da spaziare dagli argomenti di attualità alle riflessioni più psicologiche; a livello musicale invece le melodie tendono a ripetersi e a non colpire più di tanto l’ascoltatore, e per questo il disco non spicca in originalità e freschezza, pur essendo nel complesso un buon lavoro".

## Tracce
1. I giovani d'oggi – 3:54
2. Cinghiali incazzati – 3:59
3. La nostra pelle – 3:36
4. Stai tranquillo – 3:31
5. Mare – 3:29
6. Quando sono con te – 3:59
7. Gli occhi della Luna – 4:07
8. Sognavo di fare l'indiano – 3:53
9. Non molto lontano – 3:33
10. Ci vuole molto coraggio – 3:17

CD bonus nella riedizione del 2017
1. I giovani d'oggi (feat. Eugenio Finardi) – 4:06
2. Cinghiali incazzati (Piano Version) (feat. Dardust) – 3:44
3. La nostra pelle (feat. Willie Peyote) – 3:48
4. Stai tranquillo (LVNAR Remix) (feat. Mecna) – 3:34
5. Mare (feat. Marianne Mirage) – 3:29
6. Quando sono con te (feat. Levante) – 3:58
7. Gli occhi della Luna (feat. Jake La Furia) – 4:23
8. Sognavo di fare l'indiano (feat. Bianco) – 3:52
9. Non molto lontano (feat. España Circo Este) – 4:00
10. Ci vuole molto coraggio (feat. Caparezza) – 4:08
11. Mare (Lemandorle Göteborg Remix) – 4:30
12. Gli occhi della Luna (Keaton Studio 54 Remix) – 4:59
13. Quando sono con te (Godblesscomputers Liquid Love Remix) – 4:58
14. Cinghiali incazzati (Claudio Coccoluto C.O.C.C.O. Detox Remix) – 6:00
15. Non molto lontano (Herald Clawe Yakitori Remix) – 3:51
16. Sognavo di fare l'indiano (IISO Cowboy Remix) – 3:33

## Formazione
Gruppo
- Maurizio Carucci – voce, cori, tastiera
- Francesco Bacci – chitarra elettrica, charango, basso
- Simone Bertuccini – chitarra acustica, chitarra classica, basso
- Olmo Martellacci – tastiera, sintetizzatore, wurlitzer, basso

Altri musicisti
- Matteo Cantaluppi – batteria, percussioni, programmazione
- Gabriele Floris – batteria e percussioni (traccia 1, 9)

## Classifiche

### Marassi
| Classifiche (2016) | Posizione massima |
| ------------------ | ----------------- |
| Italia             | 23                |

### Stramarassi
| Classifiche (2017) | Posizione massima |
| ------------------ | ----------------- |
| Italia             | 22                |